# Michel Strogoff (mini-série)
Pour les articles homonymes, voir Michel Strogoff (homonymie).
Michel Strogoff est une mini-série en coproduction française-autrichienne-allemande-belge-hongroise-suisse-italienne en quatre épisodes de 90 minutes, créée par Claude Desailly d'après le roman homonyme de Jules Verne, réalisée par Jean-Pierre Decourt et diffusée du 23 décembre 1975 à janvier 1976 sur TF1.
Au Québec, elle est découpée en sept parties de 52 minutes et diffusée à partir du 6 octobre 1976 à la Télévision de Radio-Canada.
Tourné en Hongrie avec un gros budget, le feuilleton fut très apprécié des téléspectateurs lors de sa première diffusion pendant les fêtes de fin d’année de 1975. Le générique de la série a également marqué les esprits. Il a été rediffusé plusieurs fois.

## Genèse
Jules Verne a écrit le roman épique Michel Strogoff (sous-titré : Le Courrier du tsar) spécialement pour la visite du tsar à Paris en 1876. Le roman fut d'ailleurs approuvé par les autorités russes avant sa parution. Pour l'élaboration de ce roman, Jules Verne reçut des conseils du grand écrivain russe Ivan Tourgueniev.

## Synopsis
En 1875, dans le vaste empire russe : Le capitaine Michel Strogoff est chargé par le tsar de Russie de porter un message secret de la plus haute importance dans la lointaine Sibérie orientale. Sa mission : avertir le frère du tsar, resté sans nouvelles de Moscou, de l'arrivée imminente des hordes tartares menées par le traître Ivan Ogareff pour envahir la Sibérie. Commence alors pour le courageux courrier du tsar un très long et périlleux voyage, de Moscou à Irkoutsk, capitale de la Sibérie orientale.
Sur cette route pleine d'obstacles, Michel Strogoff rencontre la belle Nadia, ainsi que les journalistes européens Harry Blount et Alcide Jolivet, dépêchés en Russie par leurs journaux respectifs ; ceux-ci s'avéreront être deux agents secrets chargés par leur pays respectifs d'observer et de rendre compte de la situation en Russie.

## Distribution
- Raimund Harmstorf (VF : Claude Giraud) : Michel Strogoff
- Lorenza Guerrieri (VF : Béatrice Delfe) : Nadia Fédor
- Pierre Vernier : Alcide Jolivet
- Vernon Dobtcheff : Harry Blount
- Rada Rassimov : Sangarre
- Valerio Popesco (ro) (VF : Daniel Gall) : Ivan Ogareff
- József Madaras (VF : Jean Topart) : Feofar Khan
- Tibor Molnár (VF : Hubert Deschamps) : Nicolas Pigassof
- Tánczos Tibor (hu) (VF : René Arrieu) : le tsar
- Szendrő Iván (hu) : Vassili

 Source et légende : version française (VF) sur RS Doublage

## Différences avec le roman
- Le feuilleton est moins manichéen que le roman et les versions cinématographiques. Ivan Ogareff est moins un traitre que quelqu'un qui se bat pour des idéaux. Michel Strogoff, pour réussir sa mission secrète, doit alterner entre le plus grand courage contre des loups et un ours et la plus grande lâcheté face à d'anciens compagnons d'armes qui importunaient Nadia.
- Nadia elle-même l'ennuie pendant toute une partie du voyage par ses questions qu'il veut éviter, sur le but de son déplacement, ses relations avec sa mère, auxquelles il répond successivement par l'emportement (« je ne crois pas avoir de comptes à vous rendre ») ou par l'humour (« secret d'état à bien garder pour vous : j'ai un perroquet à Irkoutsk je dois y être pour mon anniversaire »). Nadia fait amende honorable après une altercation de Michel Strogoff avec Ivan Ogaref dans une auberge : « Nicolas (Nicolas Korpanof est son nom d'emprunt), j'ai tout compris à l'auberge, désormais je ne vous poserai plus de questions. »
- La série fait mourir la mère de Michel sous le knout d'un tartare sous les ordres d'Ivan Ogareff à Nijni-Novgorod alors que dans le roman elle survit, n'ayant pas été frappée avant l'intervention salvatrice de son fils. Le héros n'intervient pour knouter au visage Ivan Ogareff qu'après que Nadia horrifiée par cette torture a crié « Non, non, Michel ». Ce décès fait douter le héros du bien-fondé de sa mission.
- Vassili, alias Dimitri Ouliakine, est un personnage inventé pour la série. Il connaît Strogoff depuis l'enfance, mais ce dernier l'a oublié. Lui vouant une haine mortelle, nourrie par la jalousie, il propose ses services à Ivan Ogareff pour le capturer. Seul à connaître le visage du courrier du tsar, il accompagne une bande de guerriers tartares à travers la steppe pour les aider à l'identifier. Sa première tentative est un échec. Les Tartares sont défaits dans une bataille qui les oppose à des villageois restés fidèles à l'Empire et qui protègent Strogoff. Après s'être enfui aux premiers chocs de l'affrontement, Vassili retrouve son ennemi à la sortie des marais et, se faisant passer pour un habitant pacifique d'un village voisin, lui offre son concours pour la traversée de l'Ob. Le piège qu'il lui tend échoue de peu. Alors qu'il l'a laissé dans une cabane sous prétexte de le cacher en attendant de trouver une barque, Strogoff se rend compte qu'il a été joué et s'échappe à cheval jusqu'à la rive du fleuve. Acculé par ses poursuivants, il plonge dans l'Ob et simule la mort derrière un morceau d'arbre flottant. Pensant avoir assouvi sa vengeance, Vassili contemple les derniers remous de l'eau et murmure : « Le plus courageux... et le meilleur, mais moi je suis vivant ». Il touche 500 roubles pour sa mission. Ogareff fait une dernière fois appel à lui quand il découvre que son ennemi a survécu et qu'il figure parmi les prisonniers de son campement. Vassili est chargé de l'identifier, mais meurt étranglé de ses mains.
- La cécité du héros est traitée d'une façon nettement différente. Dans le roman, Michel Strogoff fait semblant d'être aveugle. Au moment où le bourreau lui passe devant les yeux un sabre chauffé à blanc dans des charbons ardents, ses yeux remplis de larmes rencontrent le regard de sa mère, et une manière de miracle se produit, auquel Jules Verne donne un vernis de rationalité : « La couche de vapeur formée par ses larmes, s'interposant entre le sabre ardent et ses prunelles, avait suffi à annihiler l'action de la chaleur. C'est un effet identique à celui qui se produit, lorsqu'un ouvrier fondeur, après avoir trempé sa main dans l'eau, lui fait impunément traverser un jet de fonte en fusion. » Les Tartares ne se rendent compte de rien et Strogoff, qui les laisse dans l'ignorance, endort ainsi leur méfiance. Que craindre d'un aveugle ? Dans la série, il perd la vue, mais temporairement, avant de la recouvrer devant le feu qui entoure Irkoutsk lors du siège de la ville par les Tartares. L'explication est donnée par Sangarre à la fin du dernier épisode. Féofar Khan souhaitait se débarrasser d'Ivan Ogareff, son rival autant que son allié. Il savait la haine du courrier du tsar pour l'ancien colonel de l'armée russe passé dans l'autre camp et aussi assassin de sa mère, et voulait utiliser celui-là pour éliminer celui-ci. Il a ordonné au bourreau de faire en sorte que Strogoff ne devienne pas vraiment aveugle (« rien qu'une comédie ») et qu'il soit seulement « ébloui », en quelque sorte (l'argument du scénariste est aussi peu vraisemblable que celui du romancier). Le stratagème de Féofar réussit, mais lui coûte la victoire sur les Russes : si Ogareff est bien tué par Strogoff dans leur duel final, les Tartares sont repoussés ; et Irkoutsk et l'Empire, sauvés.

## Produits dérivés de la série

### DVD
- Michel Strogoff : coffret de 2 DVD (éditeur : LCJ éditions - collection : Les Trésors de la Télévision, 2006) - Référence 502065
- Michel Strogoff : l'intégrale en coffret de 4 DVD (éditeur : LCJ éditions - collection : Les Trésors de la Télévision, octobre 2000) - Code  (EAN 3550460018048).

### Disques45 tours/33 tours
- Michel Strogoff : Musique du feuilleton télévisé (label : Disques Déesse ; Référence : DDLX 147 ; 33t)[3]
- Gérald Fontaine : Thème du feuilleton télévisé : Michel Strogoff - Nadia (label V4G SON - Référence : 45105 ; 45t)
- Jules Verne : Michel Strogoff (label : Musidisc ; Réf : 30 PP 45 ; 33 tours)[4]